# Francesca Montinaro
Francesca Montinaro (Roma, 1965) è un'artista e scenografa italiana.

## Biografia
Francesca Montinaro, artista visiva-transmediale, da 10 anni vive e lavora a Roma. Si laurea all'Accademia di Belle Arti di Roma nel 1989 e inizia ben presto a ottenere successo per le sue creazioni visive. 
Sperimentazione è la parola che meglio si addice alla sua personalità, fortemente influenzata da un percorso molteplice e diversificato dal quale attinge costantemente per la realizzazione dei suoi lavori incentrati sui temi della manipolazione del consenso che condizionano i comportamenti dell’individuo in tutti gli ambiti. Arriva a Milano con la volontà di investigare il funzionamento delle reazioni registrate che servono da sottofondo agli spettacoli tesevisi - Inventati per le sit-com americane come Happydays diventano consuetudine anche nelle tv italiane - la Montinaro inizia a fotografare le platee che applaudono per essere pre-registrate. Dagli anni novanta entra attivamente nel contesto televisivo e collabora con tutti i maggiori network televisivi italiani, curando l'immagine delle trasmissioni più innovative - dai grandi show all'informazione - preferendo tra tutti il genere del talk-show interessata allo spettacolo di parole. Ha insegnato allo IED, alla NABA di Roma e dal 2010 è stata docente all'Accademia di Belle Arti di Roma tutt'ora è professore di scenografia multimediale all'Accademia di Belle Arti di Carrara.
Innova il concetto di scenografia nella televisione italiana, di cui ha curato importanti progetti scenici coniando negli nni 90 il termine di "luogo emozionale", l'esempio più evidente è stata la scena realizzata con fondali logori e strappati per il palco del Festival di Sanremo 2013 condotto da Fabio Fazio . Come un cavallo di troia, una scena che cita le opere di Alberto Burri e Lucio Fontana al posto delle consuete scene di lampadine, diventa un dispositivo di riflessione potente per milioni di telespettatori che aspettavano di sentire canzoni. Il quadro scenico esprimeva un concetto: "Sanremo specchio d'Italia" . Basate sulla stessa poetica di azione sul quadro tele-visivo crea le scene di Vieni via con me per Fabio Fazio e Roberto Saviano su Rai 3; de Le invasioni barbariche di Daria Bignardi La7, e quella di Piazzapulita di Corrado Formigli sempre su LA7, e molto altro. 
Nell'ambito dell'arte pura, continua a lavorare sui temi della manipolazione e del consenso, ideando già nel 2011 video-installazioni interattive che non rappresentano bensì incarnano l'esperienza manipolatoria portando l'osservatore a viverla RomaEuropa festival; nel 2013 realizza con l'aiuto della GNAMeC la video installazione femminile plurale Ritratto Continuo modo. 3.375.020.000

## Scenografie televisive più rappresentative
- Eurovision Song Contest 2022, Rai 1 in mondovisione, condotto da Laura Pausini, Alessandro Cattelan e Mika
- Festival di Sanremo 2019, Rai 1,  condotto da Claudio Baglioni, Virginia Raffaele e Claudio Bisio
- Festival di Sanremo 2013, Rai 1, condotto da Fabio Fazio e Luciana Littizzetto
- Quello che (non) ho, LA7, condotto da Fabio Fazio e Roberto Saviano
- Vieni via con me, Rai 3, condotto da Fabio Fazio e Roberto Saviano
- Le invasioni barbariche, LA7, condotto da Daria Bignardi
- Gli intoccabili, LA7, condotto da Gianluigi Nuzzi
- Piazzapulita, LA7, condotto da Corrado Formigli
- TV2000, newsroom e impianti scenici per tutta la rete, direttore Dino Boffo
- L'era glaciale, Rai 2, condotto da Daria Bignardi
- Exit - Uscita di sicurezza, LA7, condotto da Ilaria D'Amico
- Lo spaccanoci, Italia 1, condotto da Fabio Volo
- Invisibili, Italia 1, condotto da Marco Berry
- La Mala EducaXXXion, LA7d, condotto da Elena Di Cioccio
- Effetto domino, LA7
- Il tornasole, Rai 2
- Telegiornale, RSI
- L'assedio, Nove

## Mostre
- "I am a monster", Ca' Foscari, Venezia 2015
- "Veil of freedom", ICA, Institute for Contemporary Art, Huston, US 2015
- "Veil of freedom", MUA, Alicante, Spagna 2014
- "Ritratto continuo mod.", GN, Galleria nazionale d'arte moderna e contemporanea, Roma 2013
- "Wonderful", video installazione interattiva, opera che dà il nome all'evento benefico "it's Wonderful" collegato al Torino Film Festival, 2012
- "Digital life", per Romaeuropa Festival al Macro Testaccio, 2012
- Audience, Cartiere Vannucci - Magazzini dell'arte, Milano, 2010; poi 54ª Biennale di Venezia - Padiglione Italia, Torino, 2011
- Stratificazioni, TV2000, 2010
- Mirror, installazione per la riapertura del Vittoriano, Presidenza della Repubblica e Rai 1, 2000
- Smart bag, Contenitorio, Triennale di Milano 1998.
- Buoniecattivipensieri, galleria Slobs, Milano, 1999.

## Interior design
- LA7, progetto interior design sede di rappresentanza in Roma.
- Radio Deejay, progetto interior design sede di rappresentanza in Milano.
- Repubblica Radio TV, intervento nelle sedi di Roma e Milano.
- Bluedit, progetto interior design sede in Roma.
- Cycleband, brand identity project.
- TAD, sede di via Montenapoleone a Milano.